# Evolvulus
Evolvulus är ett släkte av vindeväxter. Evolvulus ingår i familjen vindeväxter.

## Bildgalleri

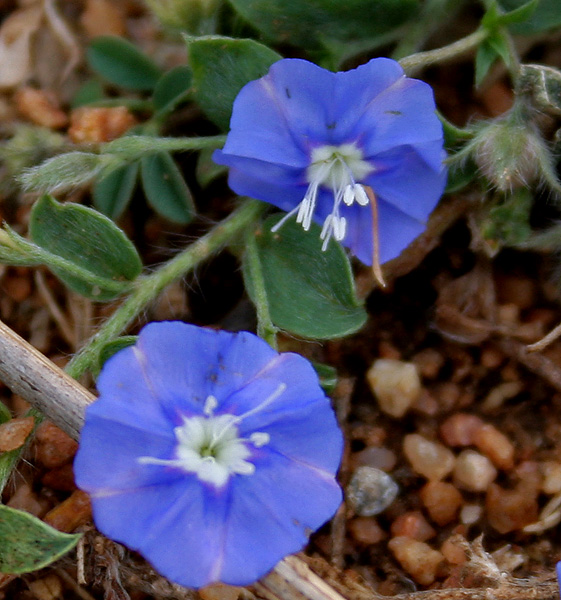
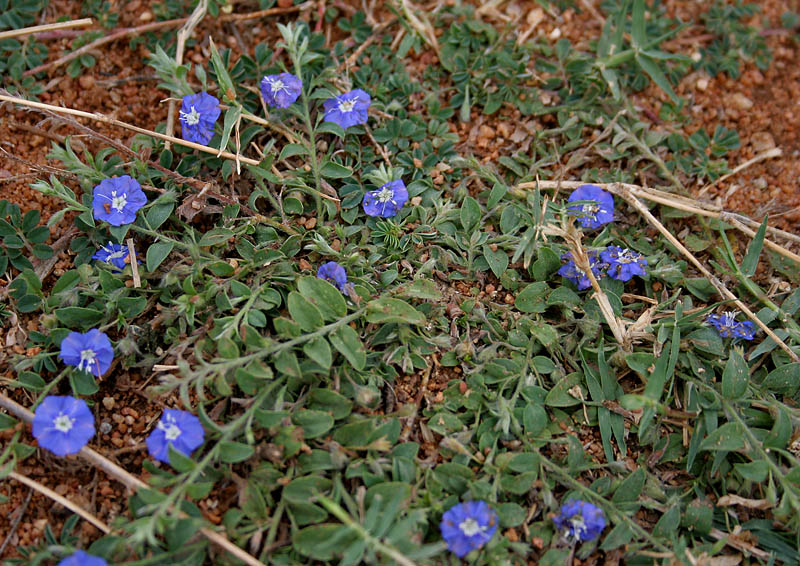
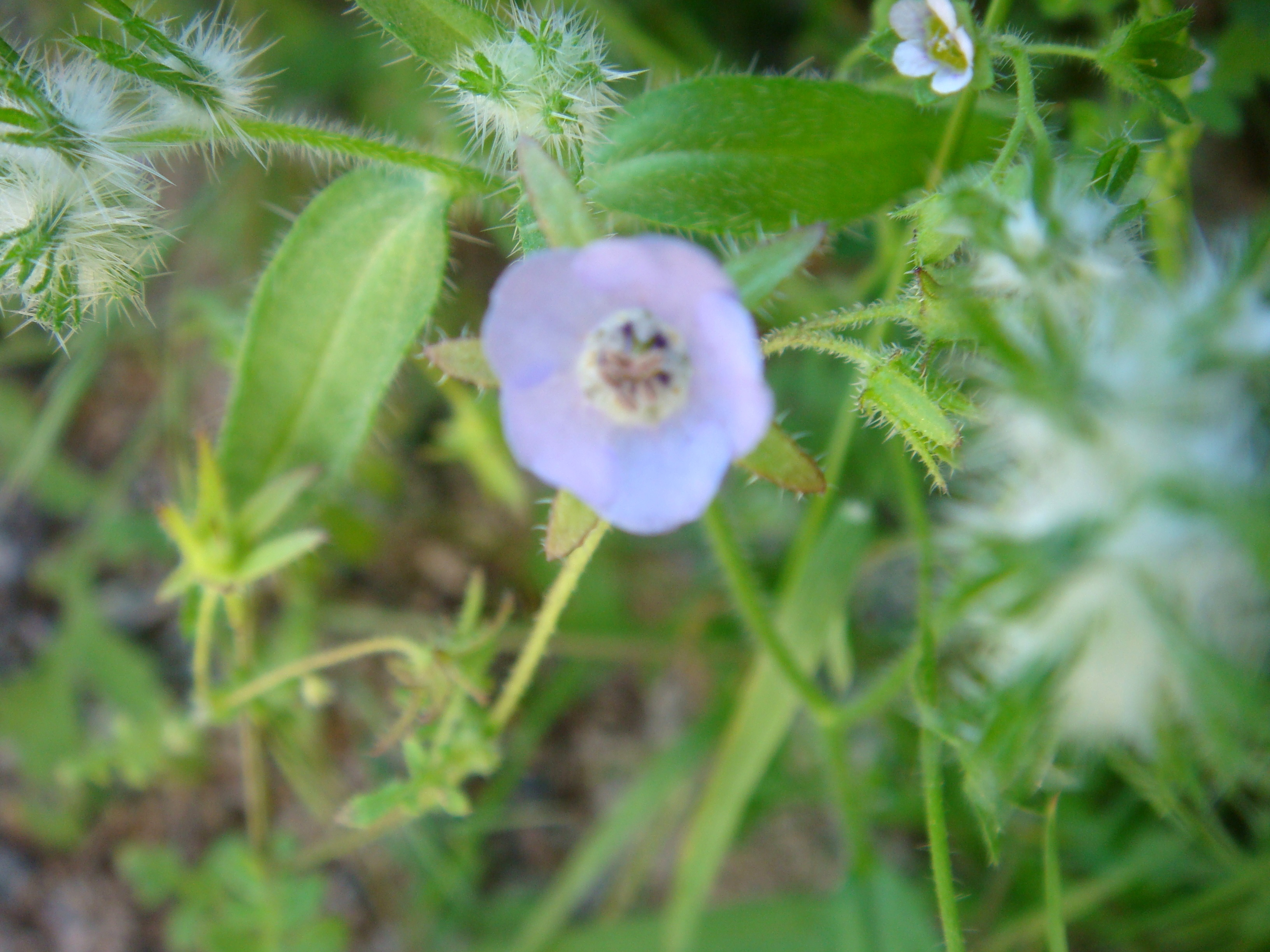
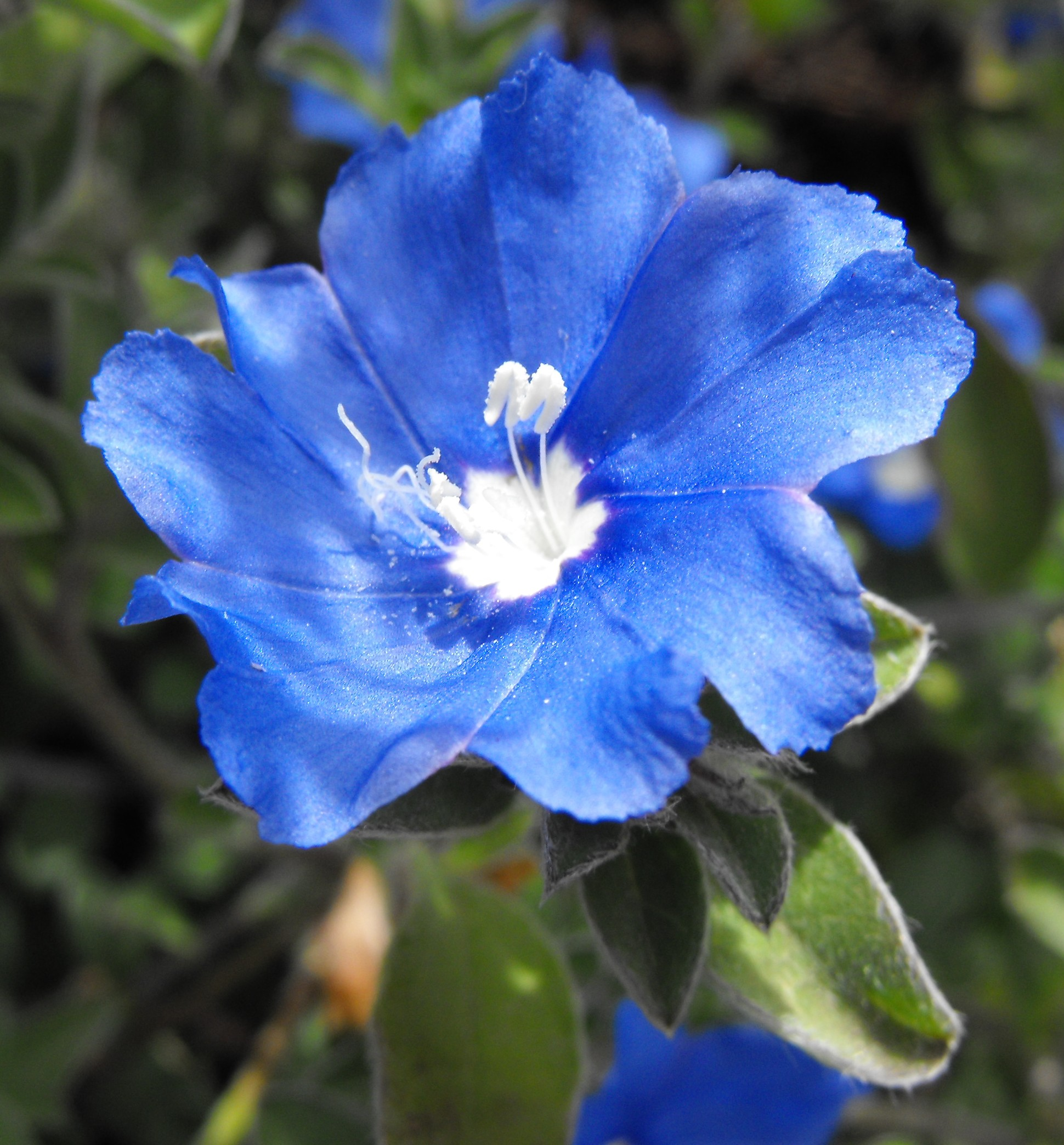
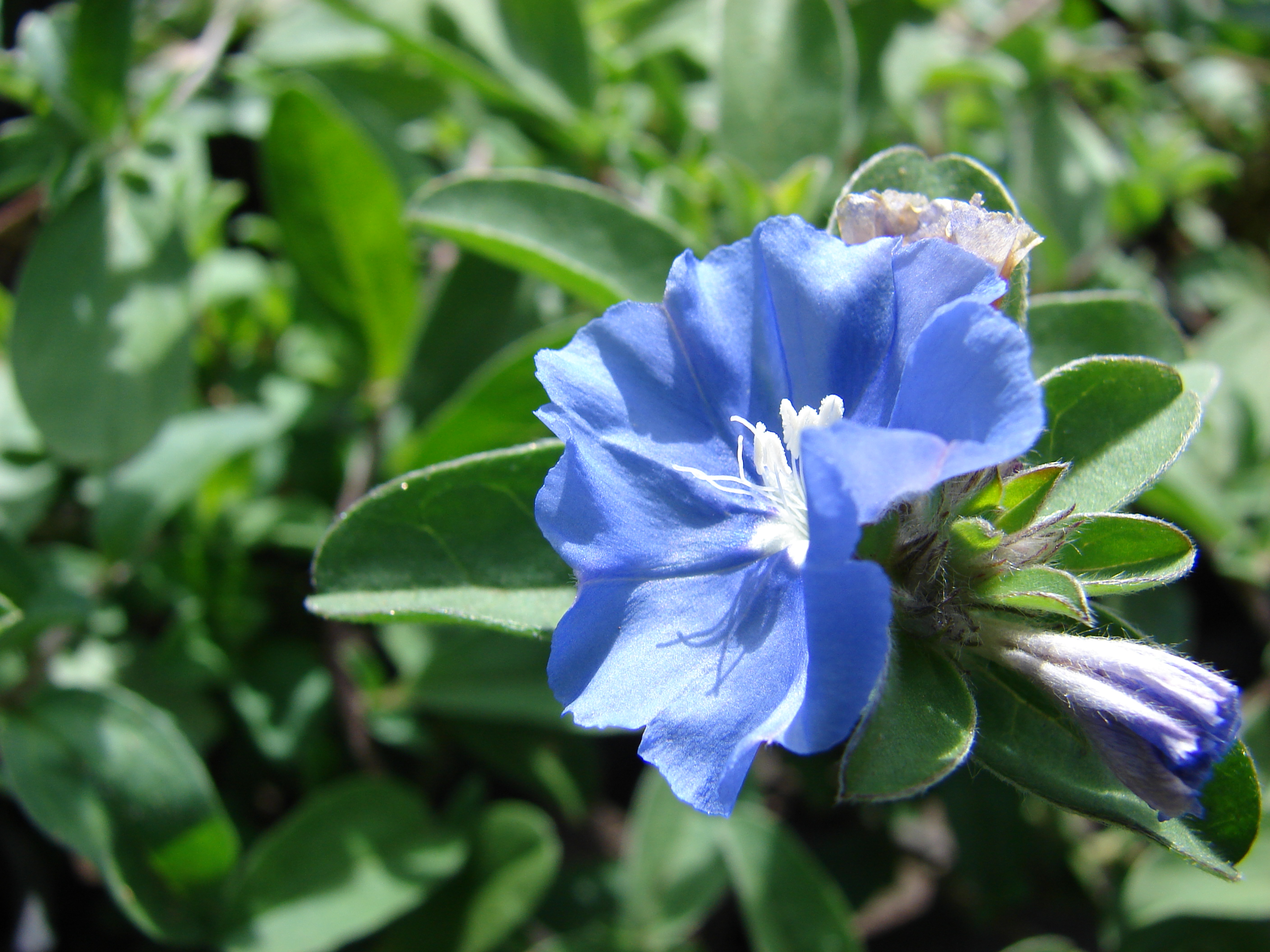
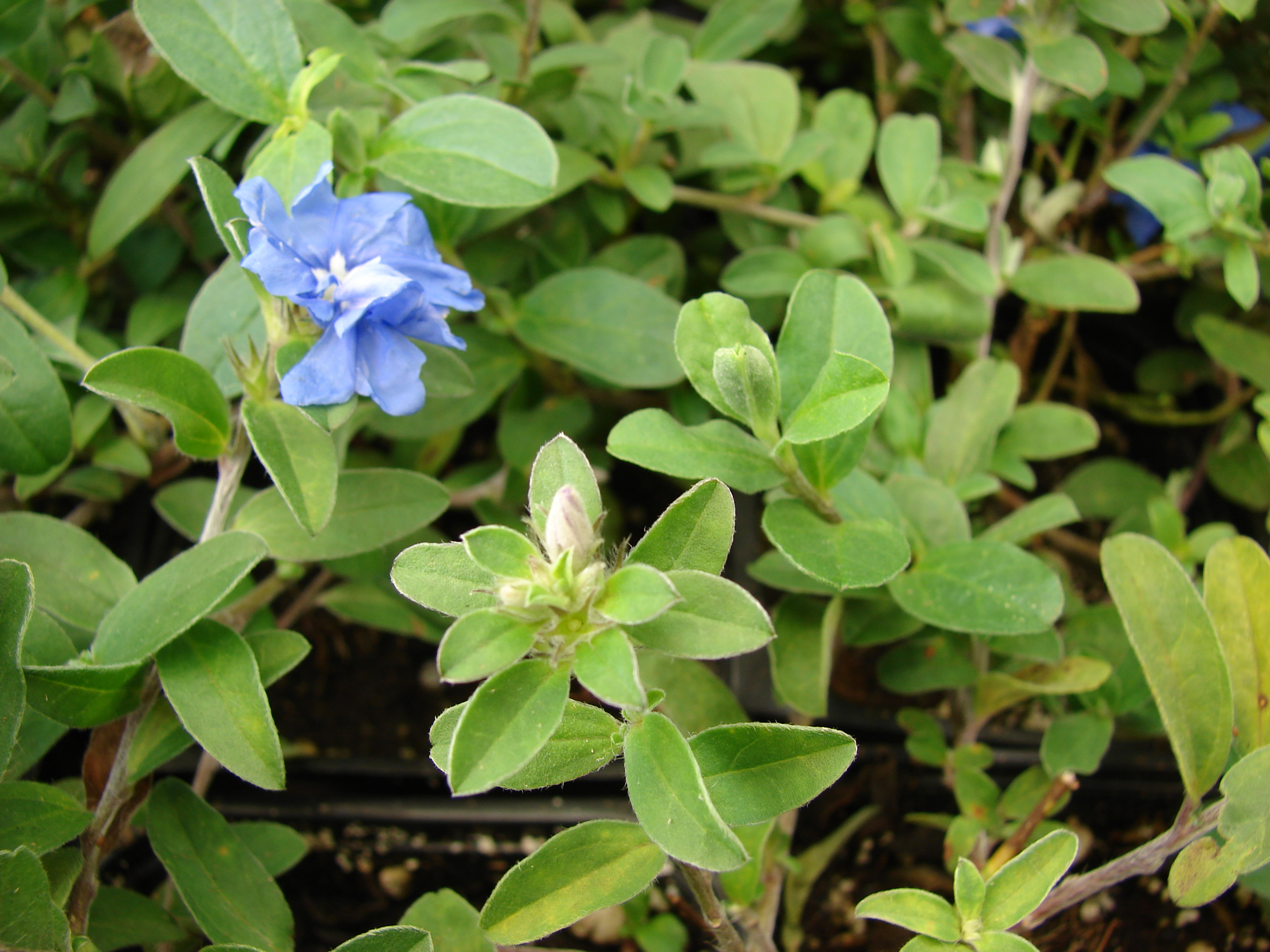

## Dottertaxa tillEvolvulus, i alfabetisk ordning[1]
- Evolvulus alopecuroides
- Evolvulus alsinoides
- Evolvulus anagalloides
- Evolvulus antillanus
- Evolvulus arbuscula
- Evolvulus argyreus
- Evolvulus arizonicus
- Evolvulus aurigenius
- Evolvulus barbatus
- Evolvulus bogotensis
- Evolvulus boliviensis
- Evolvulus boninensis
- Evolvulus bracei
- Evolvulus brevifolius
- Evolvulus cardiophyllus
- Evolvulus chamaepitys
- Evolvulus chapadensis
- Evolvulus choapanus
- Evolvulus chrysotrichos
- Evolvulus comosus
- Evolvulus convolvuloides
- Evolvulus cordatus
- Evolvulus corumbaensis
- Evolvulus cressoides
- Evolvulus daphnoides
- Evolvulus diosmoides
- Evolvulus echioides
- Evolvulus elaeagnifolius
- Evolvulus elegans
- Evolvulus ericifolius
- Evolvulus fieldii
- Evolvulus filipes
- Evolvulus flexuosus
- Evolvulus frankenioides
- Evolvulus fuscus
- Evolvulus gangeticus
- Evolvulus genistoides
- Evolvulus glaziovii
- Evolvulus glomeratus
- Evolvulus gnaphaloides
- Evolvulus goyazensis
- Evolvulus grisebachii
- Evolvulus gypsophiloides
- Evolvulus hallierii
- Evolvulus hasslerianus
- Evolvulus helianthemifolius
- Evolvulus helichrysoides
- Evolvulus herrerae
- Evolvulus hypocrateriflorus
- Evolvulus jacobinus
- Evolvulus kramerioides
- Evolvulus lagopodioides
- Evolvulus lagopus
- Evolvulus lanatus
- Evolvulus latifolius
- Evolvulus linarioides
- Evolvulus linoides
- Evolvulus lithospermoides
- Evolvulus luetzelburgii
- Evolvulus macroblepharis
- Evolvulus magnus
- Evolvulus maximiliani
- Evolvulus minimus
- Evolvulus niveus
- Evolvulus nummularius
- Evolvulus nuttallianus
- Evolvulus ovatus
- Evolvulus palmeri
- Evolvulus paniculatus
- Evolvulus passerinoides
- Evolvulus peruvianus
- Evolvulus phyllanthoides
- Evolvulus piurensis
- Evolvulus pohlii
- Evolvulus prostratus
- Evolvulus pterocaulon
- Evolvulus pterygophyllus
- Evolvulus purpusii
- Evolvulus pusillus
- Evolvulus rariflorus
- Evolvulus riedelii
- Evolvulus rufus
- Evolvulus saxifragus
- Evolvulus scoparioides
- Evolvulus sericeus
- Evolvulus serpylloides
- Evolvulus siliceus
- Evolvulus simplex
- Evolvulus speciosus
- Evolvulus squamosus
- Evolvulus stellariifolius
- Evolvulus tenuis
- Evolvulus thymiflorus
- Evolvulus tomentosus
- Evolvulus weberbaueri
- Evolvulus villosissimus
- Evolvulus villosus
- Evolvulus vimineus